# Kegeliger Helmling
Der Kegelige oder Fleischbräunliche Helmling (Mycena metata) ist eine Pilzart aus der Gattung der Helmlinge (Mycena).

## Merkmale

### Makroskopische Merkmale
Die Fruchtkörper sind sehr klein bis klein. Der Hut ist 1,0 bis 2,2 cm breit, schmal bis breit kegelförmig, durchscheinend-gestreift und schwach gebuckelt, eine Riefung setzt sich bis zur Hutmitte durch. Er ist hygrophan. Das Zentrum lässt sich als knopfartig und deutlich spitz beschreiben. Mögliche Farbtöne sind weiß und beige bis mattbraun. Hutoberfläche und Hutrand sind glatt und trocken.
Die Lamellen sind schmal angewachsen, dünn, matt weiß bis beige und teilweise rosa. Der Sporenabdruck ist weißlich.
Der zerbrechliche Stiel ist etwa 4,0 bis 8,0 cm lang, 0,10 bis 0,25 cm dick und hohl. Seine Textur ist samtig. Die Stielbasis ist mit langen, weißen Fibrillen bedeckt, ihre Farbe ähnelt der des Hutes und hellt sich nach oben hin auf. Das Fleisch ist weich und schwammig, bei der Betrachtung erscheint es glasig.

### Mikroskopische Merkmale
Die Sporen sind 7–9,5 × 3,5–4,5 µm groß, amyloid und hyalin. Ihre Oberfläche ist glatt, die Form ist breit ellipsoid. Die Basidien sind 2- oder 4-sporig. Die dünnwandigen Cheilozystiden sind keulen- oder spindelförmig.

## Verbreitung und Ökologie
Der Kegelige Helmling kommt vorwiegend in Europa vor. Er wurde auch in Nordamerika und Grönland nachgewiesen. Die Häufigkeit ist hoch einzuschätzen, das kontinentale Verbreitungsgebiet ist groß.
Die saprotrophe Art bewohnt vorzugsweise moosige Waldflächen. Das Habitat sind lichte Standorte unter Nadel- und Laubbäumen. Die vergänglichen Fruchtkörper wachsen sehr zahlreich auf Nadelbetten, etwa denen der Fichte (Picea). Weitere Nährböden können andere Pflanzenreste, insbesondere die der Koniferen (Zapfen), Mist und Dung sein. Die Fruchtkörper sind vom Sommer bis zum Spätherbst anzutreffen.

## Speisewert
Die Art wird aufgrund ihrer Dünnfleischigkeit nicht als Speisepilz verwendet.